# Présaras
Présaras (llamada oficialmente San Pedro de Présaras) es una parroquia española del municipio de Vilasantar, en la provincia de La Coruña, Galicia.

## Toponimia
El topónimo Présaras tiene su origen en las presuras (pressura, pressurae), un procedimiento por el cual se ofrecían tierras a colonos para que fueran pobladas y trabajadas.

## Geografía
Présaras está situado en el sur del ayuntamiento de Vilasantar, limitando con Boimorto. Ocupa las zonas más bajas del ayuntamiento y está rodeado casi por completo los ríos Cabalar y Tambre.

## Historia
En la Edad Media fue de gran relevancia el condado de Présaras, que abarcaba además, tierras de los hoy ayuntamientos vecinos de Curtis y Sobrado. En el año 920 Hermenegildo Alóitez, fue nombrado conde de Présaras por el rey Ramiro II de León. En 952, Hermenegildo y su mujer, Paterna, fundaron el monasterio de Santa María de Sobrado. Uno de los hijos de este matrimonio fue Sisnando II, obispo de Iria Flavia, que lideró la lucha contra los vikingos en la batalla de Fornelos.
En esta parroquia nació también, en 1565, Miguel Ares Canaval, obispo de Orense.
En el siglo XVIII, Valentín Sánchez de Boado, un indiano regresado de Perú, construyó la iglesia y el pazo y contrató a Xosé Gambino para realizar el conjunto escultórico de la iglesia.
Durante la primera mitad del siglo XX tuvo gran importancia la industria textil por la presencia en el pueblo de la fábrica de tejidos La Arzuana, que funcionó de 1882 a 1962 y en la que trabajaron varios cientos de personas, la mayoría de ellas, mujeres.

## Entidades de población
Entidades de población que forman parte de la parroquia:
- Abeleiras
- Canabal (O Canaval)
- Casilla (A Casilla)
- Chope (O Chope)
- Cruceiro (O Cruceiro)
- Eirixe
- Foro
- Fraga (A Fraga)
- Panacioi
- Tamou
- O Alto do Monte
- A Carballeira
- As Casas Novas
- A Cruz de Guerra
- O Fielato
- A Fonte do Chope
- O Gardado
- Os Loureiros
- O Rego de Peteiro
- O Vento

## Demografía
| Gráfica de evolución demográfica de Présaras entre 2000 y 2019 |
|                                                                |
| Datos según el nomenclátor publicado por el INE.               |

## Patrimonio
- Pazo de Présaras.
- Iglesia de san Pedro de Présaras.
- Mámoa da Ponte do Sapo.